# Howard Reiss
Howard Reiss (* 5. April 1922 in New York City; † 21. Dezember 2015 in King City, Kalifornien) war ein US-amerikanischer Physikochemiker.

## Leben
Howard Reiss studierte an der New York University und an der Columbia University, wo er 1949 bei Victor LaMer mit einer Arbeit zur Keimbildung und zum Wachstum von monodispersen Aerosolen und Hydrosolen promoviert wurde. Seine akademische Ausbildung wurde durch den Zweiten Weltkrieg unterbrochen. Er war Mitglied des US Army Special Engineer Detachment. In dieser Spezialeinheit arbeitete er in Oak Ridge im Rahmen des Manhattan-Projekts. Nach Kriegsende war er ab 1946 an der Columbia University und ab 1949 an der Boston University tätig. Von 1951 bis 1960 arbeitete er in den Bell Laboratories und anschließend bis 1968 in leitenden Funktionen in der Forschung bei North American Aviation. 1968 wechselte er an das Department of Chemistry and Biochemistry der University of California in Los Angeles (UCLA).
Reiss arbeitete sowohl theoretisch als auch experimentell auf einer Vielzahl von Gebieten der Physik und der physikalischen Chemie: Statistische Mechanik, Festkörperphysik und -chemie, Elektrochemie, Thermodynamik, Polymerforschung, Keimbildung, Kolloidchemie und Geräteentwicklung.
1977 wurde er zum Mitglied der National Academy of Sciences gewählt. Er war Fellow der American Physical Society und der American Association for the Advancement of Science sowie Guggenheim-Stipendiat. Von der American Chemical Society wurde ihm der Tolman Award (1973), der ACS Award in Colloid Chemistry (1980) und der Joel Henry Hildebrand Award (1991) verliehen.
Er starb am 21. Dezember 2015 im Alter von 93 Jahren bei einem Verkehrsunfall.

## Schriften (Auswahl)
- Howard Reiss: Methods of Thermodynamics. Blaisdell, New York 1965, ISBN 978-0-486-69445-0.
- Howard Reiss: Scaled Particle Methods in the Statistical Thermodynamics of Fluids. In: Ilya Prigogine (Hrsg.): Advances in Chemical Physics. Band 9. John Wiley, Hoboken, NJ 1965, doi:10.1002/9780470143551.ch1.